# Johann Christoph Heilbronner
Johann Christoph Heilbronner (Ulm, março de 1706 – Leipzig 17 de janeiro de 1745) foi um matemático e historiador da matemática alemão.

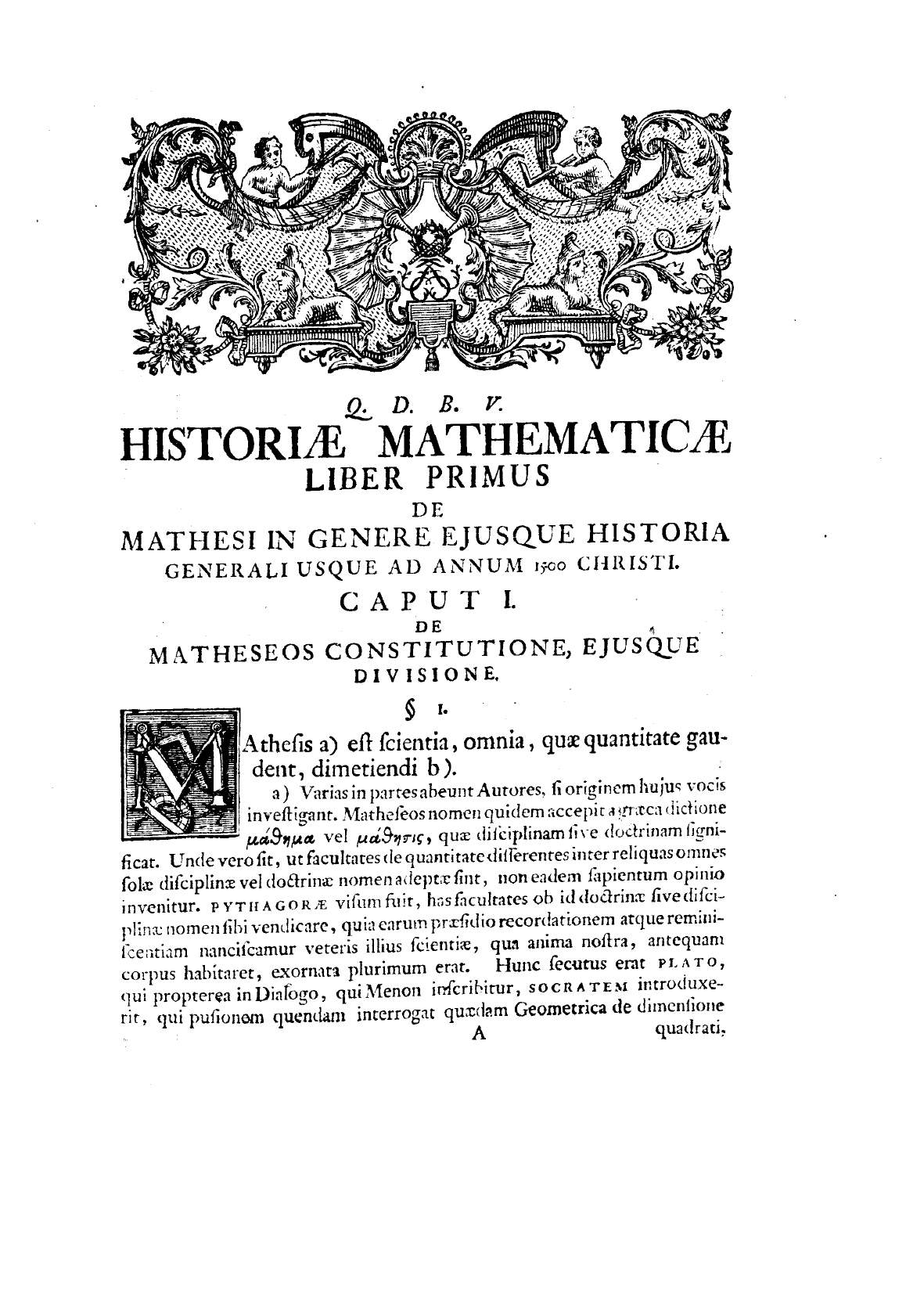
Historia matheseos universae, 1742

## Formação e carreira
Heilbronner estudou teologia e matemática, dentre outras principalmente na Universidade de Leipzig. Pouco sabe-se sobre sua vida. 
Heilbronner tornou-se conhecido pelos seus escritos. Em seu Historia Matheseos Universae compilou passagens matemáticas de Aristóteles e Michael Psellos, bem como manuscritos matemáticos em bibliotecas europeias.

## Publicações selecionadas
- Versuch Einer Mathematischen Historie. 1. Teil, Darinnen Eine Abhandlung von dem Nutzen der Mathematik überhaupt, Und Die Historie der Rechen-Kunst enthalten sind. Wohler, Leipzig / Frankfurt am Main 1739 (books.google.com).
- Specimen historiae aeris, in quo praecipua de aere, eiusque proprietatibus inventa experimentis comprobata, recensentur. Gleditsch, Leipzig 1740.
- Historia Matheseos Universae. Gelditsch, Leipzig 1742.
- Verschiedene geometrische Aufgaben nebst deren Auflösung. Leipzig 1745.